# Nguyễn Minh Trí
Nguyễn Minh Trí (Tân An, 8 aprile 1996) è un giocatore di calcio a 5 vietnamita.

## Carriera
Con la nazionale vietnamita ha disputato due Coppe del Mondo (2016 e 2021), concluse entrambe agli ottavi di finale. Nel complesso, Nguyễn ha realizzato 4 reti nella rassegna irridata.